# Chowchilla (Kalifornia)
Chowchilla város az Amerikai Egyesült Államok Kalifornia államában, Madera megyében. Lakosainak száma 19 039 fő (2020. április 1.).

## Népesség
A település népességének változása:

| 2010 | 18 720 |
| 2020 | 19 039 |